# 石川凛
石川 凛（いしかわ りん、1992年12月24日 - ）は、日本の女性ファッションモデル。東京都出身。FLOS所属。

## 人物
趣味は自転車、運動。好きな動物は猫。特技は陸上競技と水泳。全米ヨガアライアンスRYT200および国際ホリスティックセラピー協会ヨガインストラクター1級取得し、ヨガインストラクターも務める。世界遺産検定2級、乗馬検定5級も保有している。

## 主な出演

### CM
- 札幌大学
- ららぽーと磐田リニューアルオープン
- I LOHAS「い・ろ ・は・す 驚きのメロンクリームソーダ」
- MAZDA「CX-5 ユーザー評価 No.1」

### WEB
- DOスポーツプラザ
- LA BOO
- magaseek
- SHIPS
- Style Cruise
- tmaki niime
- United Arrows
- ZOZOTOWN
- 千趣会ベルメゾン

### スチール
- ロッテリアシェーキ
- shuuemura「ドローイングクレヨン」
- ららぽーと磐田リニューアルオープン
- グランフロント大阪３周年記念誌

### 雑誌
- ヨガジャーナル 日本版（プレジデント社）
- ZENBI
- TRUNK（NEKO PUBLISHING）

### カタログ
- 京都着物友禅
- suzukitakayuki「2014-15 A/Wcollection ZOZOTOWN」
- One day KMC
- ORIHICA 2017 Autumn collection
- ORIHICA 2018 Spring collection

### その他
- Kirala「Kirala air Mare」（ALL媒体）
- コーセー「米肌」（ALL媒体）
- Kirala「Kirala air」（ALL媒体）
- TM モード（ポスター）
- dTVターミナル（VP）
- ARSOA（ムービー）
- IPSA Brand Movie 2015（VP）
- AXE「BLACK Hair styling MUDWAX」（WEB動画）
- shuuemura「shu ICONS look book」（パッケージ）
- ASKUL「暮らしになじむLOHACO 展2017」
- ENVIRON（アジアイメージモデル）
- BIRKENSTOCK「I FIND MYSHOES 」

### ドラマ
- テレビ朝日 匿名探偵
- 日本テレビ 架空OL銀行

### 映画
- セブンデイズ - 森紫乃役

## 参考
- “映画「セブンデイズ」”.   セブンデイズ制作委員会 (2015年4月24日). 2015年4月17日閲覧。